# Luisa Wolf
Luisa Wolf  (* 1986 in Chur) ist eine Schweizer Schauspielerin.
Als Fünfjährige stand sie erstmals auf einer Bühne, als Kind tanzte sie im Ballettensemble des Stadttheaters von Sursee. Nach der Ausbildung zur Kauffrau mit Matura studierte sie Schauspiel, Tanz und Gesang an der Stage School Hamburg.

## Filmographie (Auswahl)
- 2020: Wilder/Buried Truth (SRF-/Netflix-Serie)
- 2021: allein (Kurzfilm)[1]
- 2022: Theo – Die Konversation mit der Ehrlichkeit (Spielfilm)
- 2022: Die goldenen Jahre (Kinofilm)
- 2023: What the Heart Needs (Kurzfilm)

## Beiträge
- Theater-Stück: Wer hat Angst vorm Weissen Mann? In: Radio RaBe. 3. November 2022, abgerufen am 27. Januar 2024 (Interview).